# حصة العيسى
حصة رياض محمد جاسم العيسى (30 أغسطس 1995) هي لاعبة كرة قدم وكرة طائرة وكرة قدم الصالات بحرينية، تلعب كلاعبة خط وسط مهاجم لنادي النصر السعودي في الدوري السعودي الممتاز للسيدات ومنتخب البحرين للسيدات ومنتخب البحرين للكرة الطائرة.

## إحصائيات المهنة

### دولي

#### كرة القدم
| #  | تاريخ         | مكان                       | الخصم                    | نتيجة | الحصيلة | مسابقة                                       |
| -- | ------------- | -------------------------- | ------------------------ | ----- | ------- | -------------------------------------------- |
| 1. | 7 يناير 2019  | ملعب المحرق، عراد، البحرين | لبنان                    | 2-1   | 3-2     | بطولة اتحاد غرب آسيا لكرة القدم للسيدات 2019 |
| 2. | 7 يناير 2019  | ملعب المحرق، عراد، البحرين | لبنان                    | 3-1   | 3-2     | بطولة اتحاد غرب آسيا لكرة القدم للسيدات 2019 |
| 3. | 9 يناير 2019  | ملعب المحرق، عراد، البحرين | فلسطين                   | 2 –0  | 5–0     | بطولة اتحاد غرب آسيا لكرة القدم للسيدات 2019 |
| 4. | 13 يناير 2019 | ملعب المحرق، عراد، البحرين | الإمارات العربية المتحدة | 1 –0  | 1–1     | بطولة اتحاد غرب آسيا لكرة القدم للسيدات 2019 |

#### كرة الصالات
| #   | تاريخ          | مكان                                                   | الخصم                    | نتيجة | حصيلة | مسابقة                                         |
| --- | -------------- | ------------------------------------------------------ | ------------------------ | ----- | ----- | ---------------------------------------------- |
| 1.  | 3 مايو 2018    | ساحة بانكوك، بانكوك، تايلاند                           | الصين                    | 1 –0  | 2-5   | بطولة آسيا لكرة الصالات للسيدات 2018           |
| 2.  | 6 أبريل 2019   | سلوى الصباح أرينا [الإنجليزية]، مدينة الكويت، الكويت   | الكويت                   | 2 –0  | 4-1   | ودي                                            |
| 3.  | 27 أكتوبر 2019 | سلوى الصباح أرينا [الإنجليزية]، مدينة الكويت، الكويت   | السعودية                 | 5 –0  | 11-2  | دورة الألعاب النسائية الخليجية 2019            |
| 4.  | 28 أكتوبر 2019 | سلوى الصباح أرينا [الإنجليزية]، مدينة الكويت، الكويت   | الإمارات العربية المتحدة | 1 –0  | 7-1   | دورة الألعاب النسائية الخليجية 2019            |
| 5.  | 28 أكتوبر 2019 | سلوى الصباح أرينا [الإنجليزية]، مدينة الكويت، الكويت   | الإمارات العربية المتحدة | 4 –0  | 7-1   | دورة الألعاب النسائية الخليجية 2019            |
| 6.  | 28 أكتوبر 2019 | سلوى الصباح أرينا [الإنجليزية]، مدينة الكويت، الكويت   | الإمارات العربية المتحدة | 6-0   | 7-1   | دورة الألعاب النسائية الخليجية 2019            |
| 7.  | 28 أكتوبر 2019 | سلوى الصباح أرينا [الإنجليزية]، مدينة الكويت، الكويت   | الإمارات العربية المتحدة | 7 –0  | 7-1   | دورة الألعاب النسائية الخليجية 2019            |
| 8.  | 30 أكتوبر 2019 | سلوى الصباح أرينا [الإنجليزية]، مدينة الكويت، الكويت   | الكويت                   | 2 –0  | 4-0   | دورة الألعاب النسائية الخليجية 2019            |
| 9.  | 16 مايو 2022   | مجمع الشيخ سعد العبدالله الرياضي، صباح السالم ، الكويت | السعودية                 | 3-1   | 4-1   | 2022 دورة الالعاب الخليجية                     |
| 10. | 21 مايو 2022   | مجمع الشيخ سعد العبدالله الرياضي، صباح السالم ، الكويت | الإمارات العربية المتحدة | 1 –1  | 5-3   | 2022 دورة الالعاب الخليجية                     |
| 11. | 21 مايو 2022   | مجمع الشيخ سعد العبدالله الرياضي، صباح السالم ، الكويت | الإمارات العربية المتحدة | 3 –2  | 5-3   | 2022 دورة الالعاب الخليجية                     |
| 12. | 21 مايو 2022   | مجمع الشيخ سعد العبدالله الرياضي، صباح السالم ، الكويت | الإمارات العربية المتحدة | 5-3   | 5-3   | 2022 دورة الالعاب الخليجية                     |
| 13. | 24 مايو 2022   | مجمع الشيخ سعد العبدالله الرياضي، صباح السالم ، الكويت | الكويت                   | 2 –0  | 2-0   | 2022 دورة الالعاب الخليجية                     |
| 14. | 16 يونيو 2022  | مدينة الملك عبدالله الرياضية، جدة، السعودية            | فلسطين                   | 3 –0  | 6-0   | بطولة اتحاد غرب آسيا لكرة الصالات للسيدات 2022 |
| 15. | 16 يونيو 2022  | مدينة الملك عبدالله الرياضية، جدة، السعودية            | فلسطين                   | 5 –0  | 6-0   | بطولة اتحاد غرب آسيا لكرة الصالات للسيدات 2022 |
| 16. | 16 يونيو 2022  | مدينة الملك عبدالله الرياضية، جدة، السعودية            | فلسطين                   | 6-0   | 6-0   | بطولة اتحاد غرب آسيا لكرة الصالات للسيدات 2022 |

## الانجازات

### سلوى الصباح
- الدوري الكويتي لكرة الصالات للسيدات:

 البطل: 2019-20

### البحرين (كرة القدم)
- بطولة اتحاد غرب آسيا لكرة القدم للسيدات:

 الوصيف: 2019

### السعودية
- الدوري السعودي الممتاز للسيدات:

 البطل: 2021-22

### البحرين (كرة الصالات)
- دورة الألعاب النسائية الخليجية:

 البطل: 2019
- ألعاب دول مجلس التعاون الخليجي:

 البطل: 2022
- بطولة اتحاد غرب آسيا لكرة الصالات للسيدات:

 المركز الثالث: 2022

### فردي
- بطولة اتحاد غرب آسيا للسيدات أفضل لاعبة: 2019

## روابط خارجية
- حصة العيسى على موقع كووورة
- حصة العيسى على موقع GSA (الإنجليزية)